# هادی نراقی
هادی نراقی (زاده) یک بازیکن فوتبال اهل ایران است.